# Deutsch-são-toméische Beziehungen
Die Staaten Deutschland und São Tomé und Príncipe unterhalten ein freundschaftliches und spannungsfreies Verhältnis. Die bilaterale Beziehung ist dabei jedoch noch wenig ausgeprägt.

## Geschichte
Seit dem 15. Jahrhundert gehörten die Inseln zum Portugiesischen Weltreich. Nach der Nelkenrevolution in Portugal 1974 erfolgte 1975 die volle Unabhängigkeit des Staates São Tomé und Príncipe, die von beiden deutschen Staaten anerkannt wurde. Insbesondere zur DDR entwickelten sich danach freundschaftliche Beziehungen.
Nach dem Ende der DDR 1990 intensivierten sich die Beziehungen nicht weiter.

## Diplomatie
Beide Länder haben keine direkten diplomatischen Vertretungen im jeweils anderen Land. Die Bundesrepublik Deutschland ist in São Tomé und Príncipe über seine Botschaft in Libreville (Gabun) vertreten, während São Tomé und Príncipe seine Interessen in Deutschland über seine Botschaft in Brüssel (Belgien) vertritt.
In Bremen unterhält die Demokratische Republik São Tomé und Príncipe ein Honorarkonsulat, in der são-toméischen Hauptstadt São Tomé ist ein Honorarkonsul der Bundesrepublik Deutschland präsent.

## Bildung

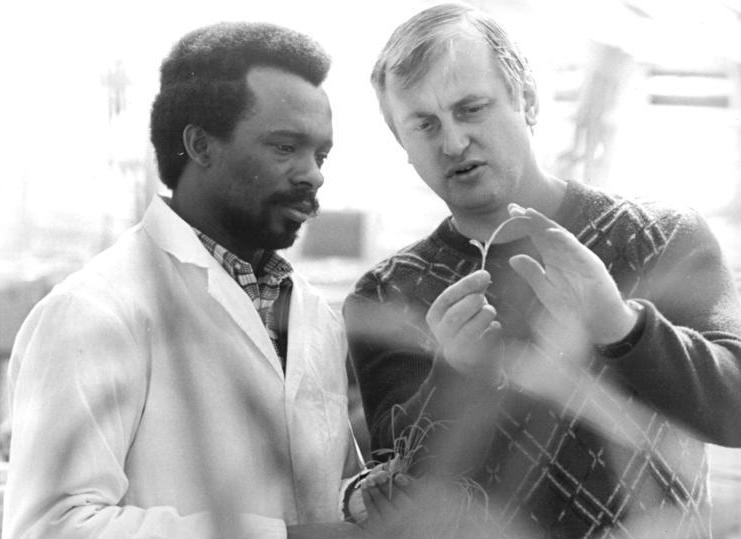
Agrarstudent Bernadino Silva aus São Tomé und Príncipe und Jürgen Pohlen im Institut für Tropische Landwirtschaft der Karl-Marx-Universität Leipzig in Liebertwolkwitz (1984)

Dank der freundschaftlichen Kontakte zwischen São Tomé und Príncipe und der DDR studierten in den 1980er Jahren etwa 40 São-Toméer in der DDR insbesondere im Studiengang Agrarwissenschaften an der Karl-Marx-Universität Leipzig. Eine Reihe später bedeutender Persönlichkeiten des Inselstaats waren darunter, so u. a. der spätere Staatspräsident Pinto da Costa.
Nach dem Ende der DDR 1990 fanden diese Stipendien keine Fortsetzung, zudem scheiden immer mehr der früheren DDR-Studenten aus Altersgründen aus ihren leitenden Positionen in São Tomé und Príncipe aus.
Im Jahr 2016 konnte erstmals ein kleiner Deutsch-Studienzweig an der jungen Universidade Pública de São Tomé e Príncipe eingerichtet werden. Der Deutschunterricht begann dort am 18. Januar 2016 mit 15 Studenten.

## Wirtschaft und Tourismus
Die deutsch-são-toméischen Wirtschaftsbeziehungen sind wenig ausgeprägt. So betrugen die deutschen Ausfuhren nach São Tomé und Príncipe im Jahr 2014 lediglich 0,3 Mio. US-Dollar, die Einfuhren aus dem ehemals größten Kakaoproduzenten der Erde nach Deutschland beliefen sich im gleichen Zeitraum auf 0,8 Mio. US-Dollar.
Die für São Tomé und Príncipe zuständige Deutsche Botschaft in Libreville finanzierte bisher einige Kleinstprojekte in der ländlichen Entwicklung und in der Förderung von Bildungsprojekten und Frauengruppen.

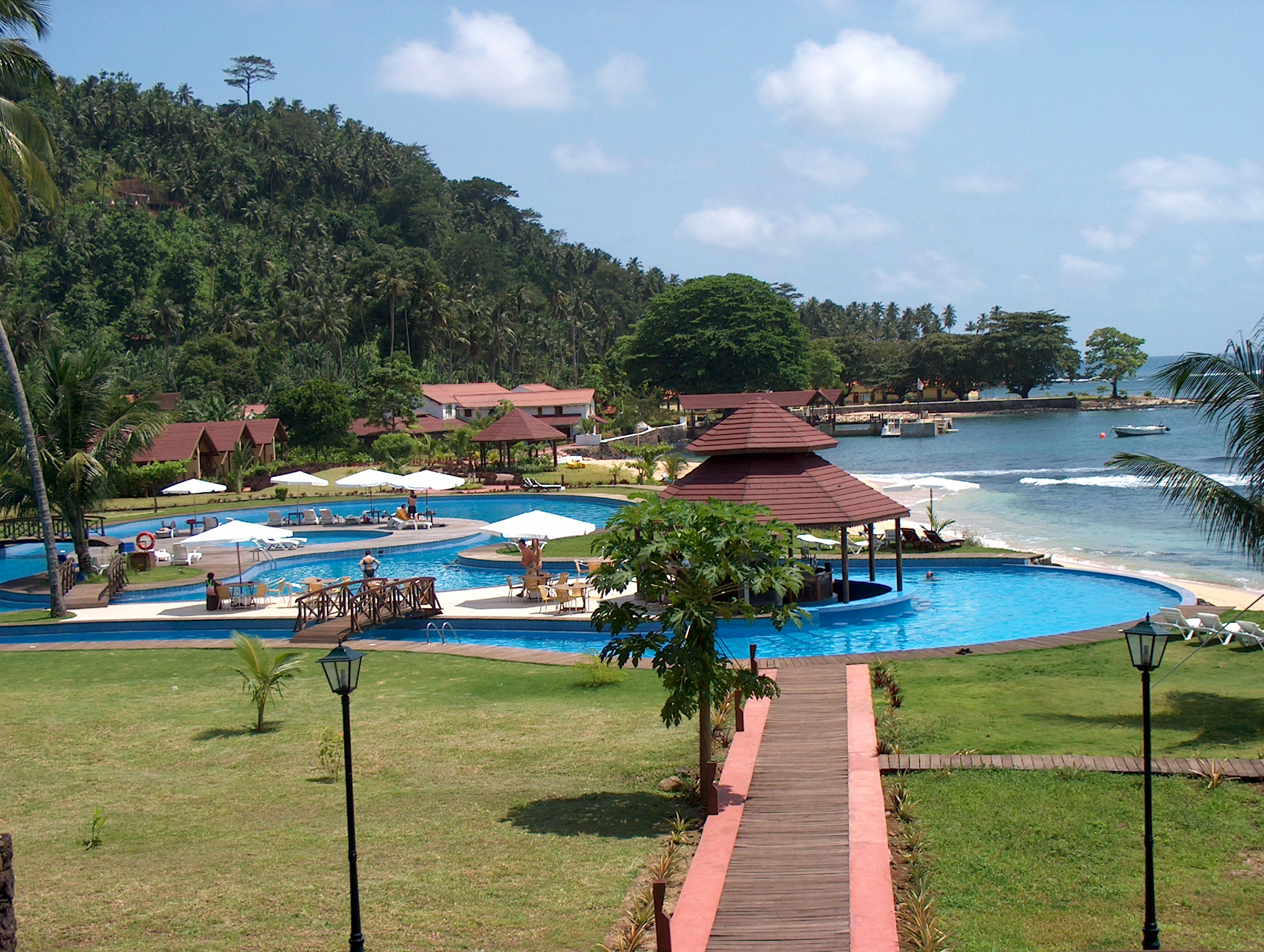
Ferienanlage auf der Insel Rolas

Bedeutendere wirtschaftliche Beziehungen werden erwartet, sobald Erdöl gefördert werden kann in den vermuteten Vorkommen im Golf von Guinea, die zu einem wesentlichen Teil im Hoheitsgebiet São Tomé und Príncipes liegen.
Der Tourismus in São Tomé und Príncipe ist seit den 1990er Jahren im Ausbau begriffen. Es existieren bereits eine Reihe Hotels und Ferienanlagen, darunter seit Beginn auch deutsche Investitionen. Bei deutschen Urlaubern gilt São Tomé und Príncipe als Geheimtipp, insbesondere das Naturerlebnis auf der Insel Príncipe, die 2012 in die Liste der UNESCO-Biosphärenreservate aufgenommen wurde. Es existieren bereits einige deutsche Reisespezialisten zu São Tomé und Príncipe.